# سام بي. جاكوبسون
سام بي. جاكوبسون (بالإنجليزية: Sam B. Jacobson)‏ هو منتج أفلام أمريكي، ولد في 4 يوليو 1893 في بروكلين في الولايات المتحدة، وتوفي في 31 ديسمبر 1946.

## روابط خارجية
- سام بي. جاكوبسون على موقع IMDb (الإنجليزية)